# Desa Setiaasih
Desa Setiaasih är en administrativ by i Indonesien.   Den ligger i provinsen Jawa Barat, i den västra delen av landet, 18 km öster om huvudstaden Jakarta.